# Hemiphlebia mirabilis
Hemiphlebia mirabilis é uma espécie de libelinha da família Hemiphlebiidae.
É endémica da Austrália. 
Os seus habitats naturais são: pântanos.
Está ameaçada por perda de habitat.